# Simón Luis de Lippe
El Conde Simón Luis de Lippe (14 de marzo de 1610, Castillo de Brake - 8 de agosto de 1636, Detmold) fue Conde de Lippe-Detmold desde 1627 hasta su muerte.

## Biografía
Era el segundo hijo del Conde Simón VII de Lippe y de su primera esposa Ana Catalina de Nassau-Wiesbaden.
Cuando su padre murió en 1627, Simón Luis era todavía menor de edad. Su abuelo, el Conde Cristián de Waldeck fue seleccionado como su regente y tutor. Su tío paterno, el Conde Otón de Lippe-Brake no estaba disponible, debido a la tensa relación entre Lippe-Detmold y Lippe-Brake. Su tío materno, Juan Luis de Nassau-Hadamar no fue considerado porque era católico.
Como era usual entre los miembros de su clase, Simón Luis realizó un Grand Tour. Su tour se inició en 1627 y lo llevó a Praga, Francia, Inglaterra y los Países Bajos. Tras su retorno a Detmold en 1631, solicitó al emperador Fernando II ser declarado mayor de edad.
Influido por su canciller Christoph Deichmann, Simón Luis gradualmente se alejó de la política cautelosa de neutralidad de su padre y se aproximó a Suecia. Esto le llevó a un conflicto con las tropas imperiales. El otro bando tampoco salvó a Lippe. Los suecos pidieron suministros de alimentos y las tropas imperiales pidieron dinero. En 1634, el Castillo de Schwalenberg fue atacado y saqueado y en 1636, lo mismo sucedió con el Castillo de Varenholz.
Simón Luis murió de viruela a la edad de 26 años, el 8 de agosto de 1636 en Detmold. Fue sucedido como Conde de Lippe-Detmold por su hijo mayor, Simón Felipe. Ya que Simón Felipe era todavía menor de edad, el Conde Cristián de Waldeck fue elegido como regente nuevamente.

## Matrimonio e hijos
El 19 de junio de 1631, Simón Luis contrajo matrimonio con la Condesa Catalina de Waldeck (1612-1649), la hija de su tutor el Conde Cristián de Waldeck, y también una hermana menor de su madrastra, María Magdalena (1606-1671). Simón Luis y Catalina tuvieron tres hijos:
- Simón Felipe (1632-1650)
- Hermán Otón (1633-1646)
- Cristián Luis (1636-1646)

| Predecesor: Simón VII | Conde de Lippe-Detmold 1627-1636 | Sucesor: Simón Felipe |

- Datos: Q84635
- Multimedia: Simon Louis, Count of Lippe / Q84635